# Collien Ulmen-Fernandes

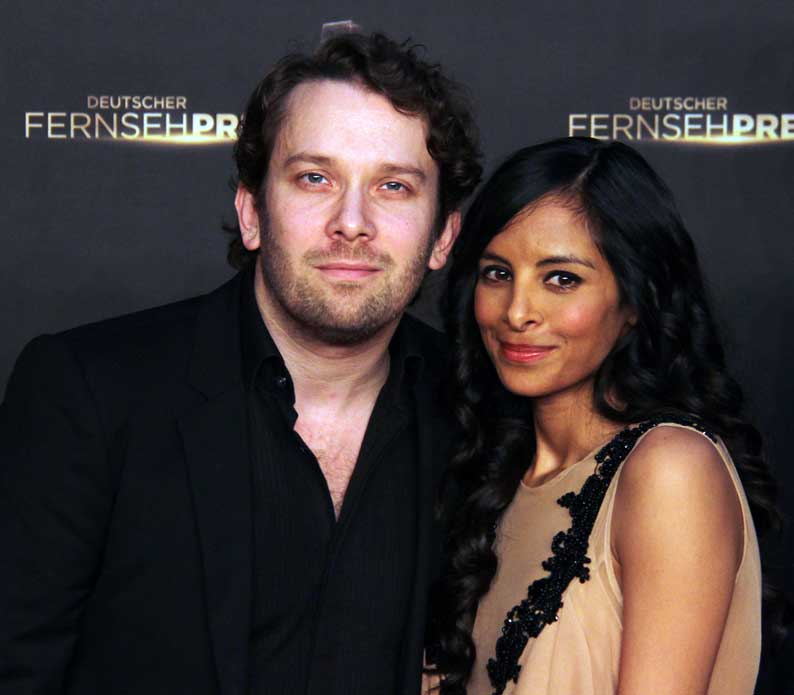
Collien Ulmen-Fernandes

Collien Fernandes (n. 26 septembrie 1981, Hamburg, RFG) este o actriță, moderatoare TV și fotomodel german, de origine indiană.

## Date geografice
Tatăl ei este indian de origine portugheză, iar mama germană de origine maghiară. Cariera de fotomodel a început-o deja la vârsta de 15 ani, lucrând la agenții publicitare și filme reclamă pentru magazine comerciale. Ea era interesată și de muzică, a și făcut parte din formația Yam Yam. În anul 1997 ia lecții de dans în Hamburg și Londra. Apare ulterior în videouri muzicale ca dansatoare la reprezentațiile lui Shaggy, Enrique Iglesias și în Modern Talking. Sub pseudonimul "Suco E Sol" prezintă în vara anului 2000 albumul muzical "Ylarie". Tot în anul 2000 începe cariera ei de moderatoare la televiziune, putând fi văzută în emisiunea muzicală "Bravo TV".
Din 2004 joacă în câteva filme ca: "Autobahnraser", "Die Nacht der lebenden Loser", "Snowfever", "Ossis Eleven" și "Morgen, ihr Luschen!".

## Filmografie
- 1999: Marienhof (ARD, Kooperation cu BRAVO TV)
- 2001: Gute Zeiten, schlechte Zeiten (RTL)
- 2004: Verbotene Liebe (ARD)
- 2004: Die Nacht der lebenden Loser (ca  Rebecca)
- 2004: Snowfever
- 2004: Autobahnraser ca Nina
- 2005: Kings of Comedy (RTL)
- 2005: Bis in die Spitzen (SAT.1)
- 2005: Schulmädchen: Teppichluder ( serial 2.6)
- 2005: Liebesleben (SAT.1)
- 2006: SOKO 5113
- 2006: Paare (SAT.1)
- 2007: SOKO Köln: Die Braut trägt rot ( serial 4.13)
- 2007: Ossis Eleven
- 2008: Morgen, ihr Luschen! Der Ausbilder-Schmidt-film
- 2008: Dr. Molly & Karl (Sat.1) (Serie- 13  seriale)
- 2009: Ein starkes Team - Im Zwielicht (ZDF)
- 2009: Geister all inclusive (TV - Movie, RTL)
- 2009: Lutter
- 2009: Alarm für Cobra 11 – Die Autobahnpolizei (RTL, Special 200.  serial)
- 2010: C.I.S. – Chaoten im Sondereinsatz (RTL)
- 2010: Der Sheriff (RTL)
- 2010: Kein Sex ist auch keine Lösung (Kino/ZDF)
- 2010: Kaiserschmarrn
- 2010: Soko 5113 (ZDF)
- 2010: Der Staatsanwalt (ZDF)
- 2010: SNOBS (ZDFneo)
- 2010: Tod eines Sergeants (ZDF)